# Mitra florida
Mitra florida är en snäckart som beskrevs av Gould 1856. Mitra florida ingår i släktet Mitra och familjen Mitridae. Inga underarter finns listade i Catalogue of Life.